# ウィリアム・シーモア (第3代サマセット公爵)
第3代サマセット公爵ウィリアム・シーモア（英語: William Seymour, 3rd Duke of Somerset、1651年頃 – 1671年12月12日）は、イングランド王国の貴族。

## 生涯
ビーチャム卿ヘンリー・シーモアとメアリー・カペルの息子として生まれた。生まれた時点で2人の伯父はいずれも未婚のまま死去しており、父も1654年3月30日に死去した。1660年9月13日に祖父が第2代サマセット公爵に復帰したが、直後の1660年10月14日に死去するとウィリアム・シーモアが爵位を継承した。
1671年12月12日に未婚のまま死去、妹エリザベス（1697年1月12日没）が遺産を、叔父ジョン・シーモアが爵位を継承した。エリザベスが1676年にブルース卿トマス・ブルース（後の第2代アイルズベリー伯爵）と結婚したため、彼女はエイルズベリー伯爵家に莫大な財産をもたらすこととなった。